# Marac
Marac is een gemeente in het Franse departement Haute-Marne (regio Grand Est) en telt 193 inwoners (1999). De plaats maakt deel uit van het arrondissement Langres.

## Geografie
De oppervlakte van Marac bedraagt 23,1 km², de bevolkingsdichtheid is 8,4 inwoners per km².
De onderstaande kaart toont de ligging van Marac met de belangrijkste infrastructuur en aangrenzende gemeenten.

## Demografie
Onderstaande figuur toont het verloop van het inwonertal (bron: INSEE-tellingen).